# Марка акцизного збору

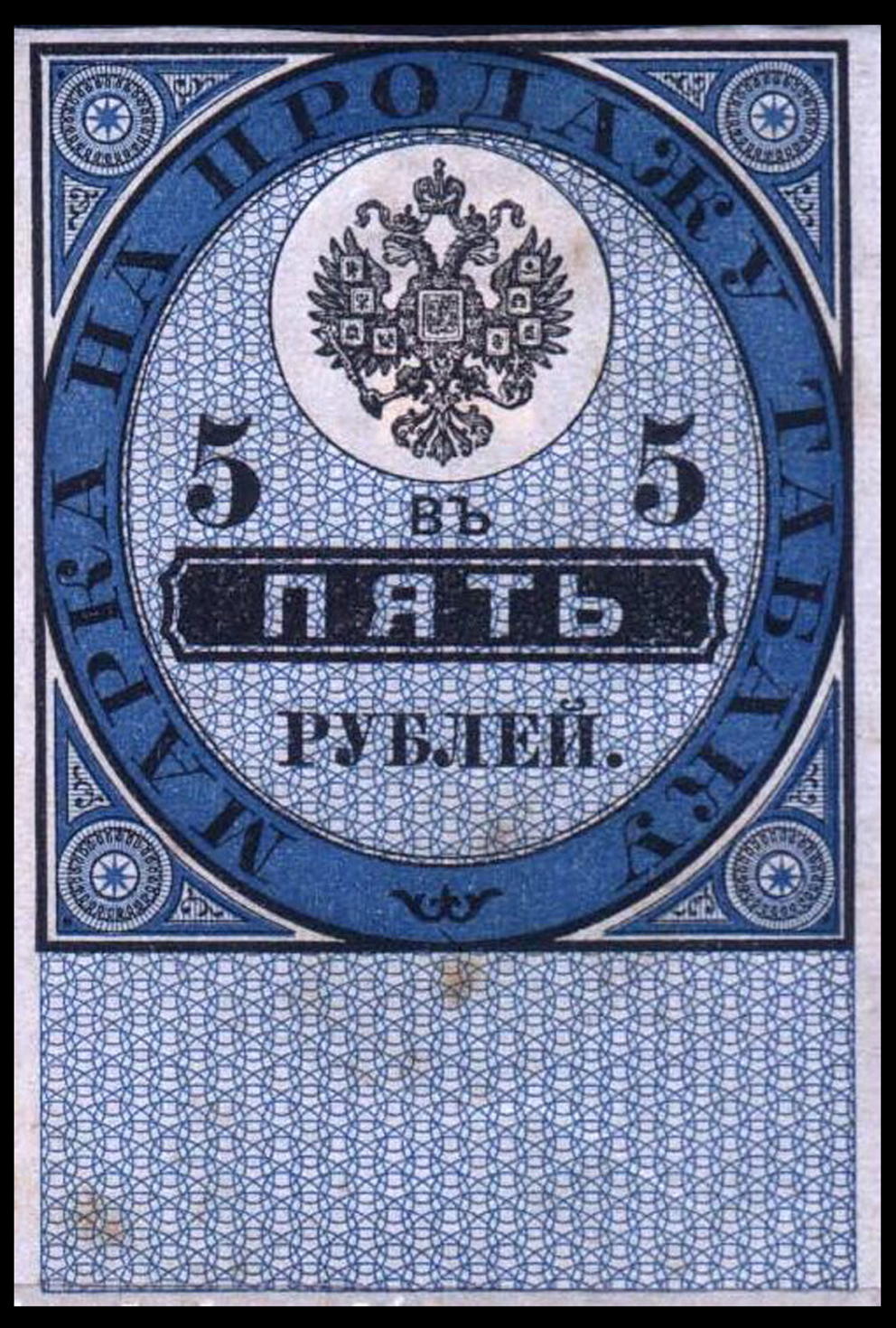

Ма́рка акци́зного податку — спеціальний знак, яким маркуються алкогольні напої та тютюнові вироби.
Її наявність на цих товарах підтверджує сплату акцизного податку, легальність ввезення та реалізації на території України цих виробів. Марка акцизного податку для алкогольних напоїв і тютюнових виробів, вироблених в Україні, відрізняються від марок для імпортованих алкогольних напоїв і тютюнових виробів дизайном і кольором.